# 卡洛
卡洛是爱尔兰卡洛郡的一个城镇，为卡洛郡的郡治所在地。总人口23,030人（2011年）。卡洛位于巴罗河东岸，距首都都柏林72公里。

## 友好城市
- 法國 多勒